# Северен космонос вомбат
Северният космонос вомбат (Lasiorhinus krefftii), също вомбат на Крефт, е вид бозайник от семейство Вомбати (Vombatidae), единствен представител на род Lasiorhinus. Видът е критично застрашен от изчезване.

## Разпространение и местообитание
Разпространен е в Австралия.